# Nadia Ileana Bogorinová
Nadia Ileana Bogorinová (Constantinescu) (* 18. června 1940 Bărbătești) je manželkou třetího prezidenta Rumunska Emila Constantinescua. Roli první dámy zastávala od 29. listopadu 1996 do 20. prosince 2000.
Povoláním je právnička a se svým manželem se seznámila, když spolu studovali na Právnické fakultě Bukurešťské univerzity. Navzdory svým právnickým znalostem se Bogorinová během manželova prezidentství držela spíše stranou.